# ويليام نيفيل (إيرل كنت الأول)
ويليام نيفيل، إيرل كنت الأول (بالإنجليزية: William Neville, 1st Earl of Kent)‏ كان نبيلاً و جندياً إنجليزي .